# تاکوتو هاشیموتو
تاکوتو هاشیموتو (انگلیسی: Takuto Hashimoto؛ زادهٔ ۱۱ آوریل ۱۹۹۱) بازیکن فوتبال اهل ژاپن است.